# Emily Hughes
Emily Anne Hughes (Great Neck, Nova Iorque, 26 de janeiro de 1989) é uma ex-patinadora artística americana. Hughes foi vice-campeã do Campeonato dos Quatro Continentes de 2007. Ela é a irmã mais nova da também patinadora artística e campeã olímpica Sarah Hughes.

## Principais resultados
| Resultados                                                             | Resultados        | Resultados        | Resultados       | Resultados      | Resultados        | Resultados        | Resultados        | Resultados    | Resultados        | Resultados       |
| Internacional                                                          | Internacional     | Internacional     | Internacional    | Internacional   | Internacional     | Internacional     | Internacional     | Internacional | Internacional     | Internacional    |
| Evento                                                                 | 2000– 2001        | 2001– 2002        | 2002– 2003       | 2003– 2004      | 2004– 2005        | 2005– 2006        | 2006– 2007        | 2007– 2008    | 2008– 2009        | 2009– 2010       |
| ---------------------------------------------------------------------- | ----------------- | ----------------- | ---------------- | --------------- | ----------------- | ----------------- | ----------------- | ------------- | ----------------- | ---------------- |
| Jogos Olímpicos                                                        |                   |                   |                  |                 |                   | 9.ª               |                   |               |                   |                  |
| Campeonato Mundial                                                     |                   |                   |                  |                 |                   | 8.ª               | 9.ª               |               |                   |                  |
| Campeonato dos Quatro Continentes                                      |                   |                   |                  |                 |                   |                   | Medalha de prata  |               |                   |                  |
| GP Cup of China                                                        |                   |                   |                  |                 |                   |                   | Medalha de bronze |               |                   |                  |
| GP Cup of Russia                                                       |                   |                   |                  |                 |                   | 5.ª               |                   |               |                   |                  |
| GP Skate America                                                       |                   |                   |                  |                 |                   | 5.ª               | 5.ª               | 4.ª           |                   | 7.ª              |
| GP Skate Canada International                                          |                   |                   |                  |                 |                   |                   |                   | 4.ª           |                   |                  |
| GP Trophée Éric Bompard                                                |                   |                   |                  |                 |                   |                   |                   |               | 9.ª               |                  |
| Internacional – Júnior                                                 |                   |                   |                  |                 |                   |                   |                   |               |                   |                  |
| Campeonato Mundial Júnior                                              |                   |                   |                  |                 | Medalha de bronze |                   |                   |               |                   |                  |
| Nacional                                                               |                   |                   |                  |                 |                   |                   |                   |               |                   |                  |
| Campeonato dos Estados Unidos                                          |                   |                   |                  |                 | 6.ª               | Medalha de bronze | Medalha de prata  |               |                   | 9.ª              |
| Camp. dos Estados Unidos – Júnior                                      |                   | 11.ª              | 11.ª             |                 |                   |                   |                   |               |                   |                  |
| Seccional Oriental                                                     |                   |                   |                  |                 | Medalha de prata  |                   |                   |               |                   |                  |
| Seccional Oriental – Júnior                                            |                   | Medalha de peltre | Medalha de prata | 5.ª             |                   |                   |                   |               |                   |                  |
| Seccional Oriental – Noviço                                            | 8.ª               |                   |                  |                 |                   |                   |                   |               |                   |                  |
| Regional Atlântico Norte                                               |                   |                   |                  |                 | Medalha de ouro   |                   |                   |               | Medalha de bronze | Medalha de prata |
| Regional Atlântico Norte – Júnior                                      |                   | Medalha de bronze | Medalha de ouro  | Medalha de ouro |                   |                   |                   |               |                   |                  |
| Regional Atlântico Norte – Noviço                                      | Medalha de peltre |                   |                  |                 |                   |                   |                   |               |                   |                  |
|                                                                        |                   |                   |                  |                 |                   |                   |                   |               |                   |                  |
| Legenda: GP = Grand Prix; Competição não foi disputada nesta temporada |                   |                   |                  |                 |                   |                   |                   |               |                   |                  |